# Un Natale per due
Un Natale per due è un film per la televisione diretto dal regista Giambattista Avellino. Si tratta del primo film TV direttamente prodotto da Sky Italia, girato nei mesi di luglio-agosto 2011, e andato in onda in prima serata il 25 dicembre 2011 su Sky Cinema 1 e in chiaro il 20 aprile 2012 su Cielo.
Il soggetto ricalca quello del film del 1987, Un biglietto in due.

## Trama
Claudio è un "tagliatore di teste" cinico e donnaiolo che viene ingaggiato dal presidente di una società siciliana per licenziare gli operai inefficienti. Dopo un'attenta analisi, la sua scelta ricade sul timido Danilo poiché ritenuto troppo ingenuo. Terminato il lavoro Claudio deve tornare a Torino dalla sua fidanzata, ma a causa del maltempo tutti i collegamenti aerei e ferroviari vengono bloccati, quindi deve compiere il viaggio Catania-Torino in auto. Claudio deve infatti tornare in tempo per la vigilia di Natale, quando davanti ad amici e parenti dovrà annunciare il suo matrimonio.
All'uscita dall'azienda, Danilo involontariamente fa inciampare Claudio, gli versa addosso una bottiglia di spumante e lo investe con la sua auto; subito dopo Claudio tampona una volante della Polizia che gli sequestra la patente per guida in stato di ebbrezza. L'unica soluzione è compiere il viaggio con Danilo, che deve andare dai suoi genitori a Moncalieri per presentare la sua quasi-fidanzata.
I due partono a bordo della lussuosa Jaguar del manager. Danilo, giunto a Martina Franca (in provincia di Taranto) per raggiungere la quasi-fidanzata Carmen, scopre il suo tradimento con un architetto locale. Il viaggio prosegue, e lungo la strada conosceranno due ragazze in difficoltà con l'auto, che soccorreranno e accompagneranno in hotel. Il donnaiolo Claudio ha puntato gli occhi su una delle due, Laura, con l'intenzione di passarci la notte, mentre Danilo, causa la sua buonafede e timidezza, non sa che fare, rovinando anche la notte del compagno di viaggio; tuttavia Danilo grazie alla propria sensibilità passerà la sua notte d'amore con l'altra ragazza, Gioia.
Dopo lunghe peripezie la mattina del 25 dicembre i due arriveranno a Torino, ma Danilo per errore confesserà alla fidanzata di Claudio i ripetuti tradimenti del suo futuro marito. Claudio, rimasto solo, viene invitato da Danilo a trascorrere il Natale insieme a lui a casa dei genitori. Danilo gli rivela inoltre che tutto quello successo in azienda era stato causato dai dipendenti che avevano capito il ruolo di Claudio in azienda.
Al pranzo di Natale Claudio invita anche Gioia, la ragazza conosciuta in viaggio con cui Danilo ha trascorso la notte, e scopre che la sorella di Danilo è una bellissima ragazza. Il film si conclude con il rientro a Catania dei due, che tornano in azienda dove non avverrà più nessun licenziamento, anzi Danilo viene promosso responsabile dello Yoga aziendale contro lo stress lavorativo.